# Gordelspanner
Een gordelspanner is een voorziening in auto's en andere voertuigen die autogordels aanspant in het geval van een aanrijding om de gebruiker zo vast mogelijk in de stoel te laten zitten. Als gordels te los (en dus verkeerd) gedragen worden, wordt een gebruiker bij een aanrijding met grote kracht vooruit geslingerd en daarna, pas als de beweging al ruim op gang is, tegengehouden door de gordels. Hierdoor kan het gebeuren dat de gordels zelf letsel veroorzaken, een gordelspanner voorkomt dit tot op zekere hoogte.
De gordelspanners worden geactiveerd door dezelfde sensoren die ook airbags aansturen. Een explosief expanderend gas vult een cilinder en drukt een zuiger die de gordel strak trekt.  
Mercedes-Benz was in 1971 het eerste merk dat gordelspanners introduceerde in de S-klasse.